# The Red Tour
The Red Tour è stato il terzo tour di concerti della cantautrice statunitense Taylor Swift, a supporto del suo quarto album in studio Red (2012).

## Antefatti
In un'intervista radiofonica Taylor Swift dichiarò che la tournée sarebbe stata diversa rispetto ad ogni altra sua precedente.
In seguito dichiarò a Billboard: 
"Ovviamente il tour sarà una grande rappresentazione del mio album. Non vedo l'ora di scoprire quali sono le canzoni che piacciono di più ai fan e quali mettere assolutamente in scaletta, questo è il primo passo."

## Sinossi
Lo show inizia con una breve intro, mentre il palco è coperto da un sipario. Ad un tratto appare l'ombra di Taylor Swift e, quando il sipario cala, la cantante si mostra al pubblico. Viene eseguita così State of Grace. L'atmosfera si scatena con Holy Ground, durante la quale vengono suonati dei tamburi luminosi. Al termine del brano, Taylor dà il benvenuto al pubblico e poi esegue Red, mentre i ballerini fanno volteggiare delle bandiere rosse.
In seguito, tre giganteschi schermi calano sul palco, mentre Taylor e le coriste stanno in cima ad essi, per eseguire You Belong with Me. Quando gli schermi risalgono, viene eseguita, in abiti vintage, The Lucky One. A questo punto, l'artista imbraccia un banjo ed esegue Mean, per poi proseguire con un medley di Stay Stay Stay e una cover dei The Lumineers: Ho Hey.
Dopo un cambio d'abito, viene eseguita 22  e Taylor si avvicina ai fan per toccare loro le mani, per poi raggiungere un secondo palco. Successivamente, la Swift imbraccia una chitarra ed esegue Starlight. Segue la performance di Everything Has Changed, durante la quale Ed Sheeran appare sul palco per cantare insieme a Taylor. Vengono poi eseguite Begin Again e Sparks Fly, durante la quale la cantante fluttua sul pubblico tramite una piccola piattaforma
L'ultimo atto inizia con I Knew You Were Trouble, eseguita in stile festa in maschera con l'artista che presenta due abiti: uno bianco ed elegante e un altro nero e più semplice. Taylor Swift si siede in seguito al pianoforte, per eseguire una versione acustica di All Too Well. Dopo esegue Love Story e Treacherous, durante la quale l'artista è scalza con indosso un'ampia gonna bianca.
L'ultima performance è quella di We Are Never Ever Getting Back Together, al termine della quale Taylor Swift si alza in aria tramite una parte del palco che si trasforma in una piattaforma girevole.

## Oceania
- Il 26 ottobre 2013 Taylor Swift divenne la prima artista solista femminile in 20 anni a esibirsi negli stadi australiani, dopo che Madonna aveva visitato il Paese nel 1993 con il suo "Girlie Show"[3].
- Il 4 dicembre 2013 Taylor Swift si esibì di fronte a 40.900 spettatori all'Allianz Stadium di Sydney; divenne la prima cantante donna nella storia a tenere un concerto sold-out nello stadio australiano dalla sua apertura nel 1988[4].

## Scaletta

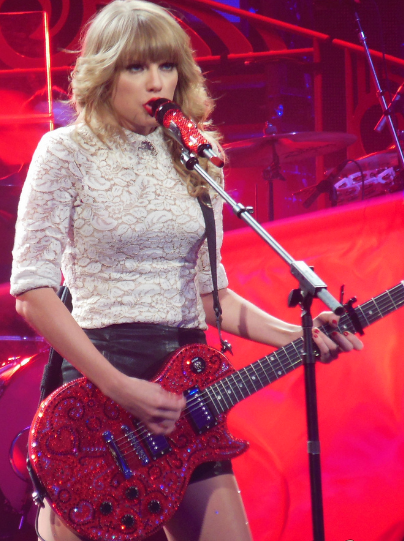
Taylor Swift mentre si esibisce con Red a St. Louis.

La seguente è la scaletta dello spettacolo di Omaha. Non rappresenta quindi la scaletta dell'intero tour.
1. State of Grace
2. Holy Ground
3. Red
4. You Belong with Me

60's Queen (video interlude)
1. The Lucky One
2. Mean
3. Stay Stay Stay

Memories (video interlude)
1. 22
2. White Horse
3. Everything Has Changed
4. Begin Again
5. Sparks Fly
6. I Knew You Were Trouble
7. All Too Well
8. Love Story
9. Treacherous

Intro: Welcome To The Circus (Interlude)
1. We Are Never Ever Getting Back Together

## Artisti d'apertura
La seguente lista rappresenta il numero correlato agli artisti d'apertura nella tabella delle date del tour.
- Ed Sheeran = 1
- Brett Eldredge = 2
- Florida Georgia Line = 3
- Austin Mahone = 4
- Joel Crouse = 5
- Casey James = 6
- Neon Trees = 7
- Guy Sebastian = 8
- The Vamps = 9
- Andreas Bourani = 10
- CTS = 11
- Nicole Zefanya = 12
- Meg Bucsit = 13
- Imprompt-3 = 14
- IamNeeta = 15

## Date
| Data              | Città           | Stato         | Luogo                     | Artisti d'apertura | Biglietti (venduti / disponibili) | Incasso      |
| Nord America      | Nord America    | Nord America  | Nord America              | Nord America       | Nord America                      | Nord America |
| ----------------- | --------------- | ------------- | ------------------------- | ------------------ | --------------------------------- | ------------ |
| 13 marzo 2013     | Omaha           | Stati Uniti   | Qwest Center              | 1 ; 2              | 27.877 / 27.877                   | $2.243.164   |
| 14 marzo 2013     | Omaha           | Stati Uniti   | Qwest Center              | 1 ; 2              | 27.877 / 27.877                   | $2.243.164   |
| 18 marzo 2013     | Saint Louis     | Stati Uniti   | Scottrade Center          | 1 ; 2              | 28.582 / 28.582                   | $2.346.203   |
| 19 marzo 2013     | Saint Louis     | Stati Uniti   | Scottrade Center          | 1 ; 2              | 28.582 / 28.582                   | $2.346.203   |
| 22 marzo 2013     | Charlotte       | Stati Uniti   | Time Warner Cable Arena   | 1 ; 2              | 14.686 / 14.686                   | $1.162.733   |
| 23 marzo 2013     | Columbia        | Stati Uniti   | Colonial Life Arena       | 1 ; 2              | 12.490 / 12.490                   | $996.114     |
| 27 marzo 2013     | Newark          | Stati Uniti   | Prudential Center         | 1 ; 3              | 38.065 / 38.065                   | $3.565.317   |
| 28 marzo 2013     | Newark          | Stati Uniti   | Prudential Center         | 1 ; 3              | 38.065 / 38.065                   | $3.565.317   |
| 29 marzo 2013     | Newark          | Stati Uniti   | Prudential Center         | 1 ; 3              | 38.065 / 38.065                   | $3.565.317   |
| 10 aprile 2013    | Miami           | Stati Uniti   | American Airlines Arena   | 1 ; 2              | 12.808 / 12.808                   | $1.010.175   |
| 11 aprile 2013    | Orlando         | Stati Uniti   | Amway Center              | 1 ; 2              | 25.617 / 25.617                   | $2.054.128   |
| 12 aprile 2013    | Orlando         | Stati Uniti   | Amway Center              | 1 ; 2              | 25.617 / 25.617                   | $2.054.128   |
| 18 aprile 2013    | Atlanta         | Stati Uniti   | Philips Arena             | 1 ; 2              | 25.471 / 25.471                   | $2.048.023   |
| 19 aprile 2013    | Atlanta         | Stati Uniti   | Philips Arena             | 1 ; 2              | 25.471 / 25.471                   | $2.048.023   |
| 20 aprile 2013    | Tampa           | Stati Uniti   | Tampa Bay Times Forum     | 1 ; 2              | 14.080 / 14.080                   | $1.132.095   |
| 25 aprile 2013    | Cleveland       | Stati Uniti   | Quicken Loans Arena       | 1 ; 2              | 15.336 / 15.336                   | $1.247.605   |
| 26 aprile 2013    | Indianapolis    | Stati Uniti   | Bankers Life Fieldhouse   | 1 ; 2              | 13.573 / 13.573                   | $1.082.042   |
| 27 aprile 2013    | Lexington       | Stati Uniti   | Rupp Arena                | 1 ; 2              | 17.003 / 17.003                   | $1.342.699   |
| 4 maggio 2013     | Detroit         | Stati Uniti   | Ford Field                | 1 ; 2 ; 4          | 48.265 / 48.265                   | $3.969.059   |
| 7 maggio 2013     | Louisville      | Stati Uniti   | KFC Yum! Center           | 1 ; 3              | 15.135 / 15.135                   | $1.246.491   |
| 8 maggio 2013     | Columbus        | Stati Uniti   | Nationwide Arena          | 1 ; 3              | 14.267 / 14.267                   | $1.155.170   |
| 11 maggio 2013    | Washington      | Stati Uniti   | Verizon Center            | 1 ; 2              | 27.619 / 27.619                   | $2.489.205   |
| 12 maggio 2013    | Washington      | Stati Uniti   | Verizon Center            | 1 ; 2              | 27.619 / 27.619                   | $2.489.205   |
| 16 maggio 2013    | Houston         | Stati Uniti   | Toyota Center             | 1 ; 2              | 12.467 / 12.467                   | $961.422     |
| 21 maggio 2013    | Austin          | Stati Uniti   | Frank Erwin Center        | 1 ; 3              | 11.916 / 11.916                   | $935.631     |
| 22 maggio 2013    | San Antonio     | Stati Uniti   | AT&T Center               | 1 ; 3              | 13.974 / 13.974                   | $1.105.253   |
| 25 maggio 2013    | Arlington       | Stati Uniti   | Cowboys Stadium           | 1 ; 3 ; 4          | 53.020 / 53.020                   | $4.589.266   |
| 28 maggio 2013    | Glendale        | Stati Uniti   | Jobing.com Arena          | 1 ; 5              | 26.705 / 26.705                   | $2.239.370   |
| 29 maggio 2013    | Glendale        | Stati Uniti   | Jobing.com Arena          | 1 ; 5              | 26.705 / 26.705                   | $2.239.370   |
| 1º giugno 2013    | Salt Lake City  | Stati Uniti   | EnergySolutions Arena     | 1 ; 5              | 14.007 / 14.007                   | $1.139.360   |
| 2 giugno 2013     | Denver          | Stati Uniti   | Pepsi Center              | 1 ; 5              | 13.489 / 13.489                   | $1.076.069   |
| 14 giugno 2013    | Toronto         | Canada        | Rogers Centre             | 1 ; 4 ; 5          | 87.627 / 87.627                   | $7.863.310   |
| 15 giugno 2013    | Toronto         | Canada        | Rogers Centre             | 1 ; 4 ; 5          | 87.627 / 87.627                   | $7.863.310   |
| 22 giugno 2013    | Winnipeg        | Canada        | Investors Group Field     | 1 ; 4 ; 5          | 33.061 / 33.061                   | $3.175.430   |
| 25 giugno 2013    | Edmonton        | Canada        | Rexall Place              | 1 ; 5              | 25.663 / 25.663                   | $2.379.870   |
| 26 giugno 2013    | Edmonton        | Canada        | Rexall Place              | 1 ; 5              | 25.663 / 25.663                   | $2.379.870   |
| 29 giugno 2013    | Vancouver       | Canada        | BC Place                  | 1 ; 4 ; 5          | 41.142 / 41.142                   | $3.974.410   |
| 6 luglio 2013     | Pittsburgh      | Stati Uniti   | Heinz Field               | 1 ; 4 ; 5          | 56.047 / 56.047                   | $4.718.518   |
| 13 luglio 2013    | East Rutherford | Stati Uniti   | MetLife Stadium           | 1 ; 4 ; 5          | 52.399 / 52.399                   | $4.670.011   |
| 19 luglio 2013    | Filadelfia      | Stati Uniti   | Lincoln Financial Field   | 1 ; 4 ; 5          | 101.277 / 101.277                 | $8.822.335   |
| 20 luglio 2013    | Filadelfia      | Stati Uniti   | Lincoln Financial Field   | 1 ; 4 ; 5          | 101.277 / 101.277                 | $8.822.335   |
| 26 luglio 2013    | Foxborough      | Stati Uniti   | Gillette Stadium          | 1 ; 4 ; 5          | 110.712 / 110.712                 | $9.464.063   |
| 27 luglio 2013    | Foxborough      | Stati Uniti   | Gillette Stadium          | 1 ; 4 ; 5          | 110.712 / 110.712                 | $9.464.063   |
| 1º agosto 2013    | Des Moines      | Stati Uniti   | Wells Fargo Arena         | 1 ; 3              | 13.368 / 13.368                   | $1.075.576   |
| 2 agosto 2013     | Kansas City     | Stati Uniti   | Sprint Center             | 1 ; 3              | 26.412 / 26.412                   | $2.093.172   |
| 3 agosto 2013     | Kansas City     | Stati Uniti   | Sprint Center             | 1 ; 3              | 26.412 / 26.412                   | $2.093.172   |
| 6 agosto 2013     | Wichita         | Stati Uniti   | Intrust Bank Arena        | 1 ; 6              | 12.231 / 12.231                   | $983.882     |
| 7 agosto 2013     | Tulsa           | Stati Uniti   | BOK Center                | 1 ; 6              | 10.949 / 10.949                   | $868.955     |
| 10 agosto 2013    | Chicago         | Stati Uniti   | Soldier Field             | 1 ; 4 ; 6          | 50.809 / 50.809                   | $4.149.148   |
| 15 agosto 2013    | San Diego       | Stati Uniti   | Valley View Casino Center | 1 ; 6              | 10.872 / 10.872                   | $948.541     |
| 19 agosto 2013    | Los Angeles     | Stati Uniti   | Staples Center            | 1 ; 6              | 55.829 / 55.829                   | $4.734.463   |
| 20 agosto 2013    | Los Angeles     | Stati Uniti   | Staples Center            | 1 ; 6              | 55.829 / 55.829                   | $4.734.463   |
| 23 agosto 2013    | Los Angeles     | Stati Uniti   | Staples Center            | 1 ; 6              | 55.829 / 55.829                   | $4.734.463   |
| 24 agosto 2013    | Los Angeles     | Stati Uniti   | Staples Center            | 1 ; 6              | 55.829 / 55.829                   | $4.734.463   |
| 27 agosto 2013    | Sacramento      | Stati Uniti   | Sleep Train Arena         | 1 ; 6              | 12.795 / 12.795                   | $1.138.103   |
| 30 agosto 2013    | Portland        | Stati Uniti   | Moda Center               | 1 ; 6              | 13.952 / 13.952                   | $1.084.760   |
| 31 agosto 2013    | Tacoma          | Stati Uniti   | Tacoma Dome               | 1 ; 6              | 20.348 / 20.348                   | $1.584.049   |
| 6 settembre 2013  | Fargo           | Stati Uniti   | Fargodome                 | 1 ; 6              | 21.073 / 21.073                   | $1.661.578   |
| 7 settembre 2013  | Saint Paul      | Stati Uniti   | Xcel Energy Center        | 1 ; 6              | 28.920 / 28.920                   | $2.320.937   |
| 8 settembre 2013  | Saint Paul      | Stati Uniti   | Xcel Energy Center        | 1 ; 6              | 28.920 / 28.920                   | $2.320.937   |
| 12 settembre 2013 | Greensboro      | Stati Uniti   | Greensboro Coliseum       | 1 ; 6              | 13.650 / 13.650                   | $1.109.253   |
| 13 settembre 2013 | Raleigh         | Stati Uniti   | PNC Arena                 | 1 ; 6              | 13.941 / 13.941                   | $1.088.612   |
| 14 settembre 2013 | Charlottesville | Stati Uniti   | John Paul Jones Arena     | 1 ; 6              | 12.689 / 12.689                   | $997.216     |
| 19 settembre 2013 | Nashville       | Stati Uniti   | Bridgestone Arena         | 1 ; 6              | 41.292 / 41.292                   | $3.336.545   |
| 20 settembre 2013 | Nashville       | Stati Uniti   | Bridgestone Arena         | 1 ; 6              | 41.292 / 41.292                   | $3.336.545   |
| 21 settembre 2013 | Nashville       | Stati Uniti   | Bridgestone Arena         | 1 ; 6              | 41.292 / 41.292                   | $3.336.545   |
| Oceania           |                 |               |                           |                    |                                   |              |
| 29 novembre 2013  | Auckland        | Nuova Zelanda | Vector Arena              | 7                  | 30.799 / 30.799                   | $3.100.290   |
| 30 novembre 2013  | Auckland        | Nuova Zelanda | Vector Arena              | 7                  | 30.799 / 30.799                   | $3.100.290   |
| 1º dicembre 2013  | Auckland        | Nuova Zelanda | Vector Arena              | 7                  | 30.799 / 30.799                   | $3.100.290   |
| 4 dicembre 2013   | Sydney          | Australia     | Allianz Stadium           | 7 ; 8              | 40.930 / 40.930                   | $4.096.060   |
| 7 dicembre 2013   | Brisbane        | Australia     | Suncorp Stadium           | 7 ; 8              | 38.907 / 38.907                   | $3.895.810   |
| 11 dicembre 2013  | Perth           | Australia     | nib Stadium               | 7 ; 8              | 21.827 / 21.827                   | $2.364.080   |
| 14 dicembre 2013  | Melbourne       | Australia     | Etihad Stadium            | 7 ; 8              | 47.257 / 47.257                   | $4.547.250   |
| Europa            |                 |               |                           |                    |                                   |              |
| 1º febbraio 2014  | Londra          | Regno Unito   | The O2 Arena              | 9                  | 74.740 / 74.740                   | $5.829.240   |
| 2 febbraio 2014   | Londra          | Regno Unito   | The O2 Arena              | 9                  | 74.740 / 74.740                   | $5.829.240   |
| 4 febbraio 2014   | Londra          | Regno Unito   | The O2 Arena              | 9                  | 74.740 / 74.740                   | $5.829.240   |
| 7 febbraio 2014   | Berlino         | Germania      | O2 World Berlin           | 10                 | 10.350 / 10.350                   | $755.006     |
| 10 febbraio 2014  | Londra          | Regno Unito   | The O2 Arena              | 9                  | [ 6 ]                             | [ 6 ]        |
| 11 febbraio 2014  | Londra          | Regno Unito   | The O2 Arena              | 9                  | [ 6 ]                             | [ 6 ]        |
| Asia              |                 |               |                           |                    |                                   |              |
| 30 maggio 2014    | Shanghai        | Cina          | Mercedes-Benz Arena       | N.D.               | 12.793 / 12.793                   | $1.864.934   |
| 1º giugno 2014    | Saitama         | Giappone      | Saitama Super Arena       | 11                 | 20.046 / 20.046                   | $1.837.147   |
| 4 giugno 2014     | Giacarta        | Indonesia     | MEIS Ancol                | 12                 | 8.130 / 8.130                     | $1.481.473   |
| 6 giugno 2014     | Manila          | Filippine     | Mall of Asia Arena        | 13                 | 9.775 / 9.775                     | $1.511.662   |
| 9 giugno 2014     | Singapore       | Singapore     | Singapore Indoor Stadium  | 14                 | 16.344 / 16.344                   | $2.524.080   |
| 11 giugno 2014    | Kuala Lumpur    | Malaysia      | Putra Indoor Stadium      | 15                 | 7.525 / 7.525                     | $998.608     |
| 12 giugno 2014    | Singapore       | Singapore     | Singapore Indoor Stadium  | 14                 | [ 8 ]                             | [ 8 ]        |
| Totale            | Totale          | Totale        | Totale                    | Totale             | 1.702.933 / 1.702.933 (100%)      | $150.184.971 |

### Cancellazioni
| Data          | Città        | Stato        | Luogo        | Causa          |
| Nord America  | Nord America | Nord America | Nord America | Nord America   |
| ------------- | ------------ | ------------ | ------------ | -------------- |
| 9 giugno 2014 | Bangkok      | Thailandia   | IMPACT Arena | Colpo di Stato |